# Barbara Pflaum
Barbara Pflaum (* 10. Januar 1912 in Wien als Hansi Barbara Gebhardt; † 24. März 2002 in Wien) war eine österreichische Fotografin und Fotojournalistin. 
Sie war mit dem Unternehmer Peter Pflaum verheiratet, ihre ältere Schwester Margarethe mit dem Nobelpreisträger Konrad Lorenz. 

## Werdegang
Barbara Gebhardt besuchte 1931 bis 1934 die Modeklasse der Kunstgewerbeschule des österreichischen Museums für Kunst und Industrie. Nach ihrer Scheidung setzte sie ihr Studium von 1948 bis 1952 in der Grafikklasse fort und begann sich Anfang der Fünfzigerjahre zunächst als Gebrauchsgrafikerin zunehmend mit Fotografie zu beschäftigen.
Von 1955 bis zu ihrer Pensionierung 1977 arbeitete Pflaum als Pressefotografin für die Wochenzeitung Wochenpresse, wo sie Bilder für die Ressorts Inland, Reportage, Kultur, Mode und Chronik lieferte. Pflaum ist Autorin etlicher Bildbände, meist mit Wien-Bezug.

## Werke
- Zusammen mit Jörg Mauthe: Wie ist Wien? E. Hunna, Wien 1961.
- Zusammen mit Elisabeth Pablé: Wien spielt Theater. E.Hunna Verlag, Wien 1964
- Die Wienerin, Residenz Verlag, Salzburg 1965
- Zusammen mit Ludwig Plakolb: Wien an der Wien. Jugend und Volk, Wien/München 1971.
- Zusammen mit Elisabeth Pablé: Wien. Stadt zwischen Welten. Jugend & Volk, Wien / Residenz Verlag, Salzburg 1972